# Butu Margareta
Butu Margareta från Våmhus, död 24 augusti 1669 i Mora, var en svensk som blev avrättad för häxeri. Hon var en av de som avrättades i den berömda häxprocessen i Mora under det stora oväsendet.
Butu Margareta uppgavs vara 50 år gammal, hustru till Butu Anders och bosatt i Våmhus. 
Efter häxprocessen i Älvdalen utbröt en kraftig ryktesspridning i Dalarna, där olika personer utpekades för att bortföra barn till Blåkulla. Oroliga föräldrar krävde i juni 1669 att myndigheter skulle förhöra de misstänkta. Lördag kväll den 12 augusti kom den nybildade Dalarnas trolldomskommission till Mora, och häxprocessen inleddes. 
Hon var en av sextio personer som åtalades i Mora misstänkt för att ha bortfört barn till Blåkulla. 
Hon anklagades för att ha fört barn till Blåkulla. Hon bekände att hon kunde begå mord genom att mjölka livet ur människor genom trolldom; att hon lärt ut detta till sin dotter, och beklagade sig över att inte kunna slippa Satan:
"bekenner sigh aldeles, hafua salt kuijfven under bröstet på Skomakare Marit och miölkat henne, säger sigh kunna miölka folck till döds, bekienner sigh inthet kunna slippa Sathan. Hon hafver lärdt sin dotter".
Hennes dotter Bäcke Pers Karin blev också anklagad för trolldom och dömd till döden. 
Morgonen den 23 augusti, efter nio dagars rättegång, dömdes 23 av de 60 misstänkta till döden för trolldom, avfall från Gud, förbund med djävulen och barnaförande. Femton av dessa skulle avrättas, men de övriga sex skulle sättas i fängelse eftersom rätten var osäker på deras skuld. Hon blev en av de femton personer som avrättades i häxprocessen i Mora den 24 augusti 1669. Avrättningen ägde rum genom halshuggning och bränning.